# Malá Strana (Praga)

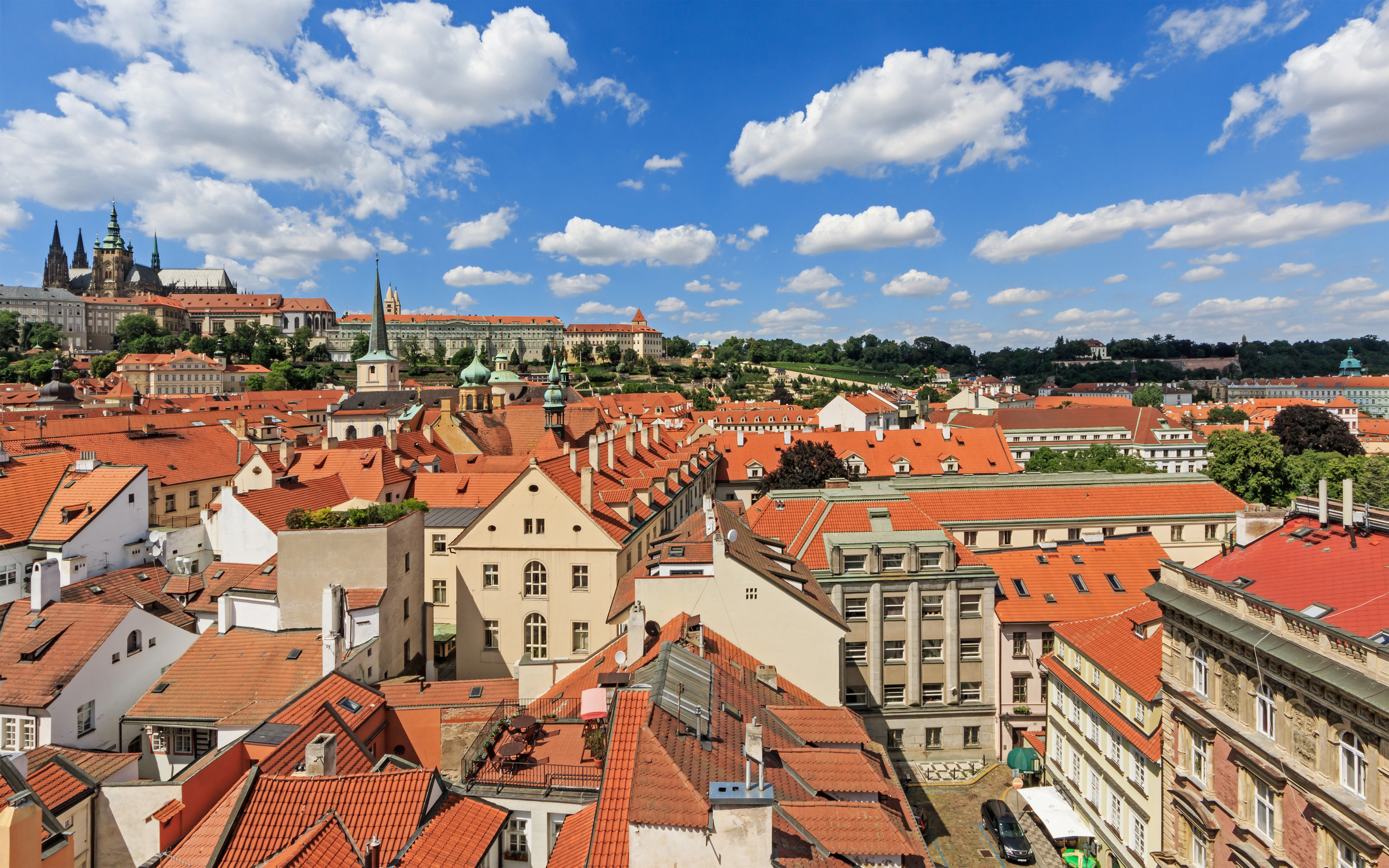

Malá Strana (em alemão:  Prager Kleinseite), de nome histórico Menší Město pražské (em português: Cidade Menor de Praga) é um dos distritos de Praga, República Checa e uma de suas mais importantes áreas históricas. Seu nome traduzido para a língua portuguesa seria “pequeno lado” (ou “setor menor”), embora seriam mais utilizáveis os termos "Cidade Inferior" (Inferior - de baixo e/ou menor), "Bairro Inferior" ou " Setor Inferior".  
Seu nome se originou do fato da sua posição ser à margem esquerda (oeste) do Rio Moldava (em checo Vltava), nas encostas da montanha onde fica o Castelo de Praga, em oposição às maiores áreas da cidade que ficam  na margem direita (leste) do rio, com as quais se junta através da Ponte Carlos (Karlův most).
Durante a Idade Média era o centro dominante da etnia alemã de Praga. Também ali havia palácios da nobreza, enquanto que na margem direita vivia a camada mais burguesa e mais tcheca da população.

## História
Num passado distante, a Malá Strana era chamada Malé Město Pražské (Cidade Pequena de Praga) e fora criada em 1257 pela junção de vários assentamentos que ficavam nas proximidades do Castelo de Praga sob uma administração única. Essa união foi feitas durante o reinado de Otacar II da Boêmia. A cidade então recém fundada teve permissão para ser Cidade Real e muitos mais privilégios. Os residentes eram em sua maioria artesão s Alemães, que haviam sido convidados pelo rei a ali se estabelecerem.  Mesmo sendo uma cidade real, a mesma não dominava toda Praga. Em meados desse século XII seu nome foi mudado para Malá Strana.
- A praça do Mercado, hoje chamada  Malostranské náměstí, era um dos pontos mais centrais de Praga e esa praça era dividida em duas, parte alta e parte baixa, separadas pela Igreja de São Nicolau.
- Assim como ocorre por toda Praga, ali se veem traços ds desenvolvimentos promovidos por Carlos IV de Luxemburgo , como, por exemplo, o “Muro dos Famintos”.
- Em 1541, a bela cidade de Carlos foi danificada por incêndios e por diversas guerras, ficando quase toda destruída.

## Arquitetura

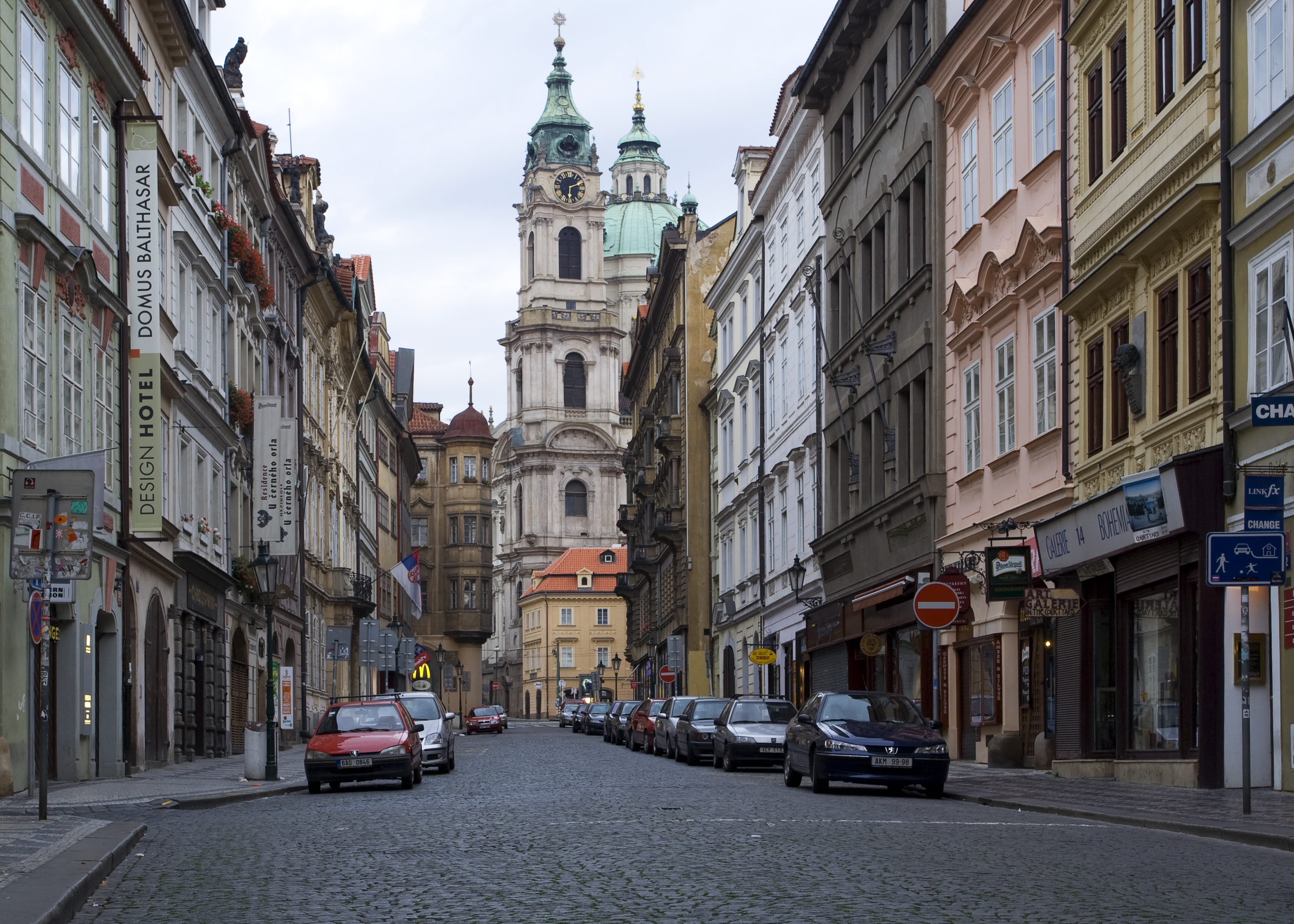
Vista de Mostecká em direção a Malostranské Náměstí com a Igreja de São Nicolau ao fundo, longo após o nascer do sol.

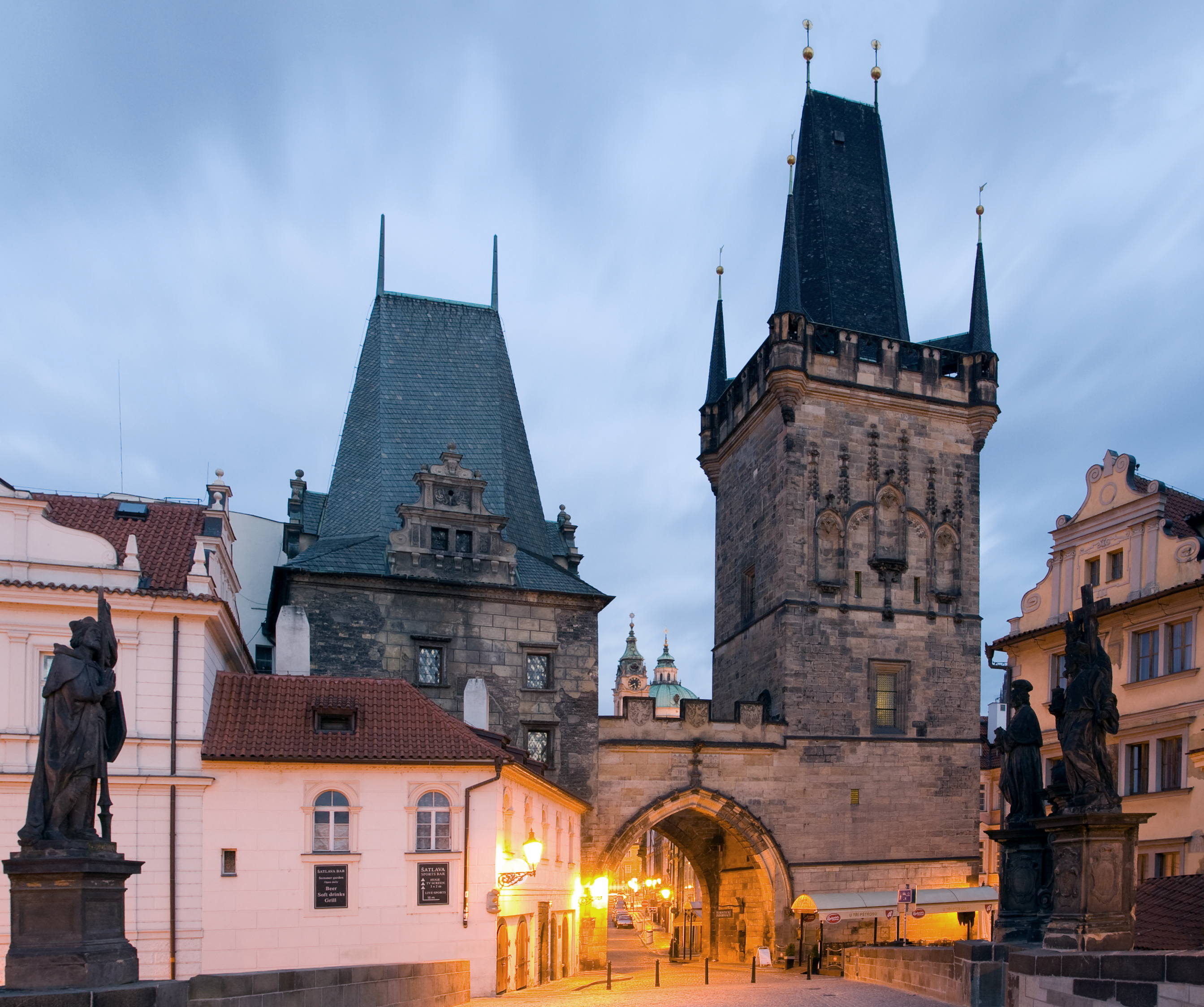
Vista da Torre da Ponte ao fim da Ponte Carlos no lado de Malá Strana.

A escultura barroca predomina em Malá Strana, embora a história do distrito seja anterior à era do estilo barroco.. O Barroco veio a dominar em Malá Strana com o sucesso de sua implantação depois dos incêndios que a devastaram em 1541.

## Pontos de interesse
- O maior e mais inolvidável prédio da Era Barroca de Malá Strana é o Palácio Wallenstein. Albrecht von Wallenstein foi um military, General-em-Chefe de Fernando II, Sacro Imperador Romano-Germânico. Sob suas ordens foram construídas 26 casa e mais pontes na área liberada. O extenso complexo do palácio tem um jardim e cinco pátios, conjunto conhecido como “Parque Francês”.
- As Igrejas são os mais frequentes e  interessantes edifícios de Malá Strana. A mais bonita e proeminente é aquela de São Nicolau de Mira, que é uma obra-prima de Christoph Dientzenhofer e Kilian Ignaz Dientzenhofer, pai e filho. A belíssima obra de pintura que fica no seu interior, no domo da igreja,  é a apoteose do Santo e da Santíssima Trindade. São Nicolau é o, protetor das crianças, dos marinheiros, dos comerciantes e inspirou a figura de Papai Noel (ou Pai Natal).
- A famosa imagem do Menino Jesus de Praga está na Igreja de Nossa Senhora Vitoriosa em Malá Strana, Praga.  A devoção e essa igraja têm lavado milhões de Católicos a Malá Strana ao longo dos anos..
- Em 1989, a Embaixada da Alemanha Ocidental em Praga, situada em Malá Strana, no Palais Lobkowicz, foi o local do drama que envolveu milhares de refugiados da Alemanha Oriental. Seus veículos foram deixados no quarteirão.
- O famoso romancista Jan Neruda nasceu viveu e escrever sobre Malá Strana e a Rua; Nerudova levas seu nome.
- O Mirante Petřín ([Petřínská rozhledna]]) fica em Malá Strana.